# 今川村 (福岡県)
今川村（いまがわむら）は、福岡県京都郡にあった村。現在の行橋市の一部にあたる。

## 地理
行橋平野の中央部で、今川の下流域に位置していた。

## 歴史

### 沿革
- 1889年（明治22年）4月1日 - 仲津郡大野井村、宝山村、寺畔村（字侍島・セセナキ・古コウを除く）、流末村、天生田村、矢留村（字池田・セセナキを除く）、福原村（一部、字下櫨山・石河・中原）、福富村（一部、字石原田・ソトワ）が合併して村制施行し、今川村が設立[1][2]。
- 1896年（明治29年）4月1日 - 郡の統合により京都郡に所属[1][3]。
- 1915年（大正4年）- 電灯点灯[1]
- 1935年（昭和10年）- 流末に今川郵便局開設[1]。
- 1954年（昭和29年）10月10日 – 京都郡行橋町、蓑島村、今元村、仲津村、泉村、稗田村、延永村、椿市村と合併し市制施行して行橋市を新設し廃止された[1][2]。

### 地名の由来
村内を流れる今川にちなむ。

## 交通

### 鉄道
- 1895年（明治28年）- 豊州鉄道（現平成筑豊鉄道田川線）開通。豊津駅開設[1]。

## 教育
- 1892年（明治25年）- 寺畔と彦徳の小学校を統合し流末字下河原に今川尋常小学校（現行橋市立今川小学校）を新築[1]。
- 1914年（大正3年）- 高等科を併置[1]。
- 1948年（昭和23年）- 天生田に中京中学校（現行橋市立中京中学校）開校[1]。